# 5548 Thosharriot
5548 Thosharriot (tên chỉ định: 1980 TH) là một tiểu hành tinh vành đai chính. Nó được phát hiện bởi Zdeňka Vávrová ở Đài thiên văn Kleť gần České Budějovice, Cộng hòa Séc, ngày 3 tháng 10 năm 1980. Nó được đặt theo tên Thomas Harriot, một nhà thiên văn học và nhà toán học Anh.